# Hankendi
Stepanakert (armenski: Ստեփանակերտ, azerski: Xankəndi) je grad U Azerbajdžanu. Bio je glavni grad de facto neovisne države Gorskog Karabaha. U njemu živi 40 000 stanovnika, gotovo svi su Armenci. Azeri su tijekom rata 1992. – 1995. bili protjerani, no i prije rata većinsko je stanovništvo bilo armensko.

## Povijest
Grad je osnovan 1917. na mjestu gdje je bilo selo Kankendi (Kanovo selo). Godine 1923. grad je promijenio ime u čast armenskog komunista iz Bakua - Stepana Šaumjana. Neovisnošću Azerbajdžana 1991. pokušalo se vratiti staro ime no Armenci nisu prihvatili azersko i ostavili ono iz sovjetskog doba.